# Aerolíneas Argentinas
Aerolínias Argentinas o també coneguda com a Aerolínias és la principal aerolínia de l'Argentina. Duu a terme vols regionals i domèstics des de l'Aeroparque Jorge Newbery, però també vols internacionals des de l'Aeroport Internacional Ministro Pistarini, tots dos situats a Buenos Aires.

## Història
La companya va ser fundada l'any 1950 amb la fusió de quatre aerolínies: Flota Aérea Mercante Argentina (FAMA), Aviación del Litoral Fluvial Argentina (ALFA), Zonas Oeste y Norte de Aerolíneas Argentinas (ZONDA) i Aeroposta Argentina, la més antiga de totes i que havia començat a funcionar el 1928.
En març de 1950 es van iniciar els serveis Buenos Aires-Nova York i s'ampliaven notablement els nombre de vols interiors. En maig de 1959 van començar els vols amb destinació a Europa amb reactors, els primers van ser de Havilland Comet-4 i, en 1962 es van incorporar els Sud Aviation Caravelle per els vols interiors.
El 1979 va passar a ser Societat de l'Estat Argentí i l'any 1990 el consorci espanyol Iberia es va fer càrrec de l'empresa. El 2001 formava part del Grup empresarial Marsans i, finalment, durant l'any 2009, l'empresa va ser expropiada i va tornar a passar en mans del Govern Argentí. L'empresa també administra l'aerolínia Austral Líneas Aéreas, les empreses de càrrega Aerolíneas Argentinas Cargo y Jet Paq, l'empresa de serveis de rampa Aerohandling, i l'empresa de serveis turístics Optar.

## Flota[1]
Al llarg de la seva història molts tipus d'aeronau han servit a l'aerolínia.
- Douglas DC-3
- Douglas DC-4
- de Havilland Comet
- Sud Aviation Caravelle
- Boeing 707
- Boeing 727
- Boeing 737
- Boeing 747
- Fokker F28